# Posse de Mohamed Ould Abdel Aziz em 2009

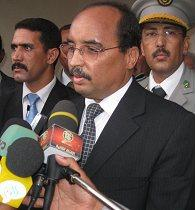
Abdel Aziz

O presidente eleito da Mauritânia, Mohamed Ould Abdel Aziz, tomou posse de seu país em 6 de agosto de 2009, após vencer as eleições presidenciais em 18 de junho. A data da cerimônia de posse foi programada para coincidir com o primeiro aniversário do golpe de Estado de 2008, e está marcada para ocorrer no Estádio Olímpico de Nouakchott, e deve receber um público de 7 mil pessoas.
Eleito para um mandato de cinco anos, o general Abdel Aziz jurou o cargo diante do Conselho Constitucional, na presença da Assembleia Nacional (câmara baixa do Parlamento), do Senado e dos presidentes da Suprema Corte e do Alto Conselho Islâmico.

## Eleição
Abdel Aziz foi eleito no primeiro turno com 52,7% dos votos, Buljeir, que obteve 16,3% dos votos, e Dadah, que teve o apoio de 13,7% dos eleitores, insistem que houve fraude no pleito e reivindicam uma comissão para investigar os resultados.

## Autoridades convidadas
Representantes de vários países reuniram-se em Nouakchott para assistir à cerimônia, entre eles o Secretário de Estado de Cooperação da França, Alain Joyandet, e o presidente do Conselho da Nação (Senado) da Argélia, Abdelkader Bensaleh. Também são esperados o chefe de Estado do Senegal, Abdoulaye Wade; o presidente de Mali, Amadou Toumani Touré, e o primeiro-ministro do Marrocos, Abbas El Fassi, além de representantes de organizações internacionais como a União Africana (UA), a Liga Árabe, a Organização da Conferência Islâmica e a União do Magrebe Árabe.
Apesar de convidados para a posse do novo presidente, dois dos candidatos derrotados na eleição, o presidente da Assembleia
Nacional, Messaud Ould Buljeir, e o chefe da União das Forças Democráticas (RFD), Ahmed Ould Dadah, boicotaram o ato.